# Ahmed Harkan
Ahmed Hussein Harkan (arabisch أحمد حسين حرقان, DMG Aḥmad Ḥusayn Ḥarqān, geboren am 10. Dezember 1982 in Alexandria) ist ein ägyptischer Menschenrechtsaktivist. Seinen Nachnamen (حرقان Harqān) romanisiert er als Harkan, in der Presse ist auch die Schreibweise Harqan üblich.

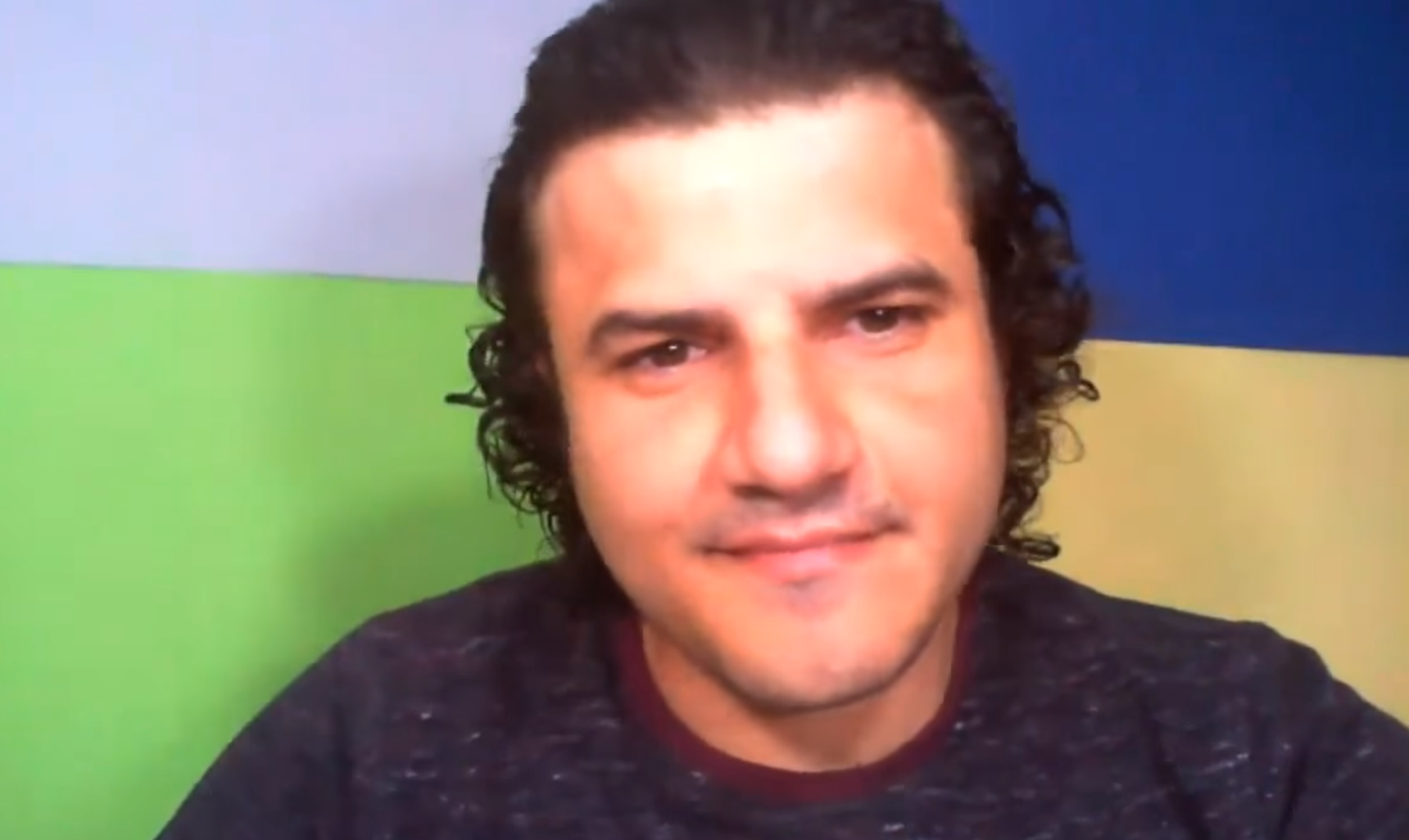
Ahmed Harkan (2018)

Mit seiner damaligen Frau Nada Mandour (Sally Harqan) gründete der Ex-Muslim und Blogger 2014 das als Diskussionsplattform genutzte Internetfernsehen Free Mind TV. Mehrmals trat Harkan bei offiziellen ägyptischen Fernsehsendern auf, um für die Rechte der nichtreligiösen Bürger einzutreten. Am 31. März 2020 verkündete Ahmad Harkan auf seinem offiziellen YouTube-Kanal seinen Beitritt bzw. seine Rückkehr zum Islam.

## Leben
Harkan wurde in einer streng religiösen Familie geboren und erhielt als junger Erwachsener eine Ausbildung beim salafistischen Scheich Yasir Burhami (Yasser Borhamy), einem Ideengeber und Funktionär der Partei des Lichts. Im Juni 2010 verließ er den Islam nach einer langen Phase des Zweifelns über die religiösen Dogmatiken und Praktiken. Harkan entwarf sein Leben neu anhand von Rationalität, Aufklärung und Religionskritik. Seine Mutter war schockiert, als er ihr seinen Atheismus offenbarte. Burhami (Borhamy) schickte ihn zu einem Psychiater, der allerdings zum Schluss kam, dass Harkan keineswegs ein Geisteskranker sei, sondern einfach nur ein Atheist. Der Scheich wies die Diagnose des Mediziners zurück und bestand darauf, dass der junge Mann an der „Krankheit des Zweifelns“ leide.
Seit seiner Apostasie gehörte Ahmed Harkan zu den wenigen ägyptischen Nichtgläubigen, die es wagten, offen über ihren Atheismus zu sprechen. Ägyptische Fernsehsender luden ihn zu Diskussionen ein, in denen Harkan für Gleichberechtigung und gesellschaftliche Akzeptanz von nichtreligiösen Mitbürgern warb.
Am 25. Oktober 2014 wurden er und seine damalige, gerade schwangere Frau Nada („Sally“) Mandour von einer islamradikalen Menschenmenge angegriffen. Vier Tage zuvor, am 21. Oktober, hatte Harkan in der TV-Sendung Taht al-Kubry (Under the Bridge) erläutert, warum er Atheist geworden war (Channel Al-Qahera wal-Nas, mit Tony Khalifa) und den Islam als eine strenge oder brutale Religion bezeichnet. Mit geringfügigen Verletzungen konnten sie ihnen entkommen und in eine Polizeistation flüchten. Die Polizisten aber halfen ihm nicht, sondern verprügelten ihn und inhaftierten ihn. Harkans Anwalt wurde von den Polizisten aus der Polizeistation verwiesen. Seine schwangere Frau erlitt eine Fehlgeburt.
Harkan wurde angeklagt wegen Blasphemie, u. a. wegen der von ihm in einer Talkshow gestellten Frage „Was hat ISIS getan, was Mohammed nicht tat?“, wegen Verunglimpfung der Religion gemäß Artikel 98 des Ägyptischen Strafgesetzbuches.
Am 24. März 2015 nahm Harkan an einer öffentlichen Diskussion von nichtreligiösen Ägyptern teil, die von Amr Ezzat moderiert wurde. Gastgeber war das Religion and Freedoms Forum (RFF) im Sitz der Egyptian Initiative for Personal Rights (EIPR).
Am 3. November 2015 diskutierte Harkan auf Al-Assema TV auf Einladung von Rania Mahmoud Yassin (Tochter des Schauspielers Mahmoud Yacine). Nachdem die Gastgeberin zugab, ihn als abschreckendes Beispiel vorführen zu wollen („Wir präsentieren eine Idee, damit die Leute daraus lernen können. Ja, damit die Menschen eine Lektion aus Atheismus, Häresie und all diesen schändlichen Phänomenen in der Gesellschaft lernen können. Schändliche Ideen!“), meinte Harkan, dass er die Sendung auch verlassen könne und Yassin antwortete: „Gut, gehen Sie. Gehen Sie weg. Wir wollen hier sowieso keine Atheisten oder Ungläubigen.“ Harkan verließ daraufhin aus Protest das Studio.
Das Ehepaar trennte sich im Jahr 2016.
Mitte Oktober 2019 wollte Harkan von Ägypten nach Tunesien reisen, um seine Verlobte zu heiraten, wurde aber am Flughafen von Sicherheitskräften festgehalten, ohne offiziellen Gerichtsbeschluss an der Ausreise gehindert und ins Gefängnis gebracht. Dies war sein dritter erfolgloser Versuch innerhalb von drei Jahren, Ägypten zu verlassen. Am 30. Oktober 2019 trat Harkan wegen seines Ausreiseverbotes in den Hungerstreik.